# Varanus nuchalis
Espèce
Synonymes
- Hydrosaurus nuchalis Günther, 1872
- Varanus salvator nuchalis (Günther, 1872)

Statut de conservation UICN

 NT  : Quasi menacé
Statut CITES
Varanus nuchalis est une espèce de sauriens de la famille des Varanidae.

## Répartition
Cette espèce est endémique des Philippines. Elle se rencontre sur les îles de Cebu, de Ticao, de Negros, de Panay et de Masbate.

## Publication originale
- Günther, 1872 : On two species of Hydrosaurus from the Philippine Islands. Proceedings of the Zoological Society of London, vol. 1872, p. 145-146 (texte intégral).